# Nora Khalil
Nora Khalil, född 11 april 1997 i Botkyrka, är en svensk författare.
Khalil är uppvuxen i Alby i Botkyrka kommun. Khalil är utbildad lärare och avlade examen från lärarprogrammet 2020. Hon har även gått en skrivarutbildning vid Jakobsbergs folkhögskola.
2022 romandebuterade hon med ungdomsboken Yani som blev väl mottagen. Boken nominerades till Augustpriset i kategorin barn- och ungdomsböcker samma år. Yani skildrar ung vänskap, saknad och samhörighet bland tonåringar i förorten. Boken belönades med Hjärtans fröjd-priset för Sveriges bästa ungdomsroman 2022 och nominerades till debutantpriset Slangbellan samt till Nils Holgersson-plaketten för 2022 års bästa barn- och ungdomsbok. I maj 2023 kom uppföljaren Abow.
Khalil har varit finalist i Ortens bästa poet samt tilldelats Tensta konsthalls textpris.
Juli 2023 var hon sommarvärd i Sommar i P1.